# 曲棍球手套

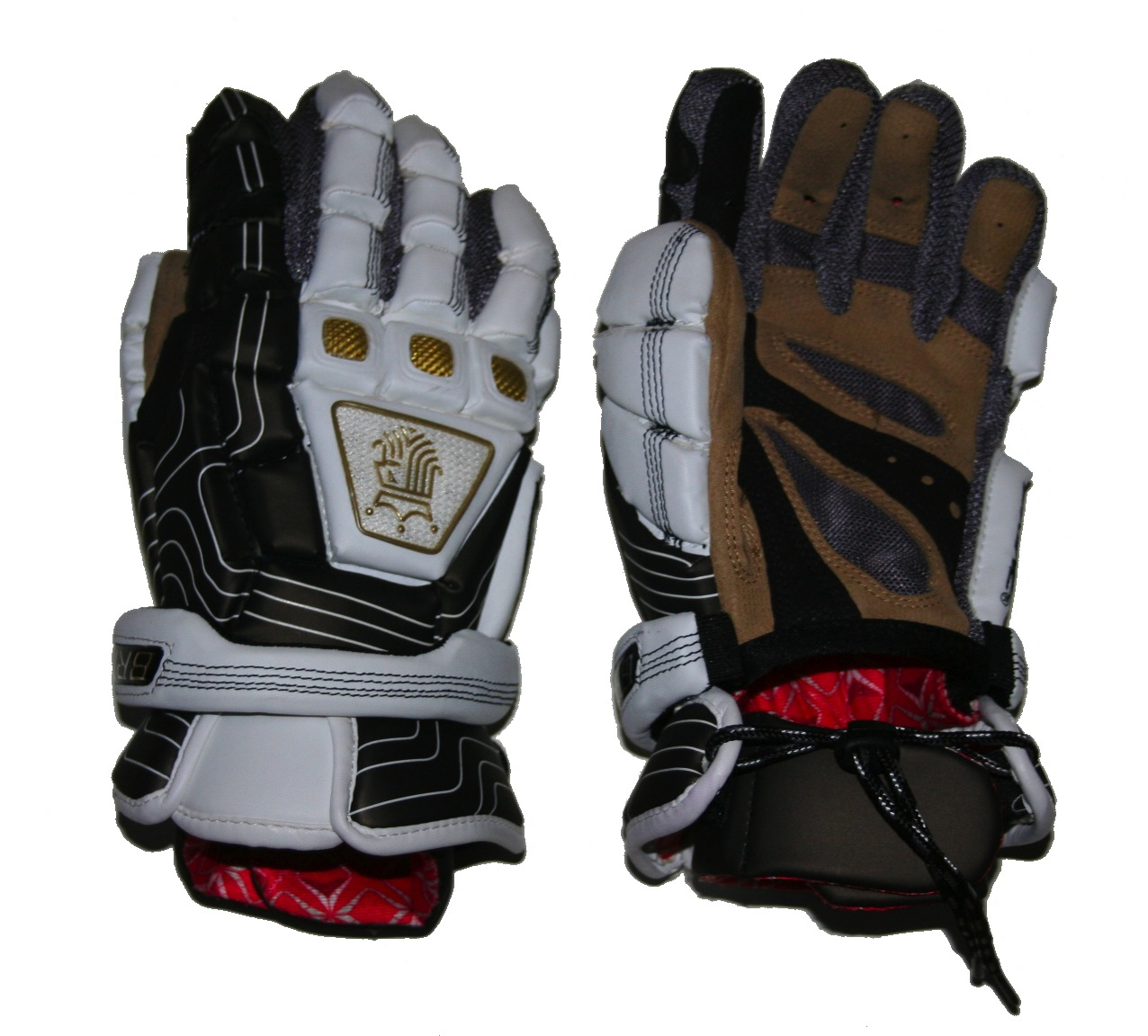
曲棍球手套

曲棍球手套是男子曲棍球运动员穿着的重型垫衬保护手套。该手套旨在保护运动员的手、手腕和前臂免受体育运动中常见的检查或合法防守击打。手套的背部和前臂上都有厚实的垫衬，覆盖着皮革或帆布材料，掌部区域则由合成材料和网状材料制成。守门员的手套可能有额外的拇指衬垫，以防止射门受伤。尽管NCAA大学规则要求男子手套必须覆盖掌心，但其他联赛，包括大学毕业后的俱乐部曲棍球、国家长曲棍球联盟、长曲棍球大联盟和国际比赛，允许球员剪掉手掌区域，以便更好地抓握和控制球、曲棍球杆。
女子曲棍球规则不要求使用手套，除了守门员，因为守门员不允许击球，但一些球员使用较小的手套，以增加握持力并在偶然接触时提供轻微的保护。
手套的大小是球员需要考虑的重要因素，还包括保护功能和手套的材料。通风和灵活性也可以是重要因素。许多现代手套提供了可以通过各种方式调整的腕围，以确保紧密贴合球员的腕部，为球员提供更大的舒适度和保护控制。